# Platystomatichthys sturio
Platystomatichthys sturio — єдиний вид роду Platystomatichthys родини Пласкоголові соми ряду сомоподібні. Наукова назва походить від грецьких слів platys, тобто «плаский», stoma — «рот», ichthys — «риба».

## Опис
Загальна довжина досягає 40 см. Голова масивна, ніс дуже витягнутий, плаский. Очі невеличкі, розташовані у верхній частині голови. Є 3 пари довгих вусів, з яких найдовшими є 1 пара на верхній щелепі. Тулуб кремезний, подовжений. Хвостове стебло помірно довгасте. Спинний плавець помірно широкий, з розгалуженими променями. Жировий плавець помірно подовжений. Грудні плавці трикутної форми. Черевні плавці невеличкі. Анальний плавець великий. Хвостовий плавець широкий, трохи розрізаний.
Забарвлення боків та спини сірувате з окремими цятками уздовж бічної лінії, нижня частина тулуба і черево білувате-кремові.

## Спосіб життя
Біологія вивчена недостатньо. Це демерсальна риба. Воліє до прісної води. Тримається піщанно-кам'янистого дна. Полює на здобич у присмерку. Живиться переважно водними безхребетними і частково дрібною рибою.

## Розповсюдження
Мешкає в басейні річки Амазонка.